# República del Río Grande
La República del Río Grande fue un intento de país independiente autoproclamado y nunca reconocido por México que apareció en 1840 con capital en Laredo y que comprendía los actuales estados mexicanos de Nuevo León, Tamaulipas y Coahuila, reclamando también parte del actual estado de Texas que entonces disputaba con Estados Unidos. Fue creado por convención constitucional en el Rancho Oreveña (cerca de la ciudad actual de Zapata, Texas) el 7 de enero de 1840. 
La República se entendía como un protoestado y como una aplicación de las ideologías nacionalistas de las villas del norte, que pretendió la identificación como nación y estado, en un sentido de oposición y descontento popular por las "Siete Leyes" de la entonces joven República Mexicana, vinculada al centralismo, gozando de un estatus único y privilegiado. Esto dio a la gente de Nuevo León, Coahuila y Tamaulipas la única salida de rebelión e independencia, para evitar el atropello a sus libertades. La participación popular fue caracterizada por el apoyo a la causa de Antonio Canales, uno de los principales líderes y artífices de la Rebelión del Río Grande. Desatando el conflicto bélico entre la República del Río Grande y la República Mexicana. Finalizó con la rendición de Canales, tras la rendición del apoyo por parte de Texas, el 6 de noviembre de 1840.

## Antecedentes
Tras dos décadas de conflictos marcados por el enfrentamiento entre diversas corrientes políticas que disputaron, incluso por las armas, el dominio del país, México obtuvo su independencia de España en 1821. Luego de una monarquía derrocada, México adoptó la constitución federal de 1824, donde se establecía una república federal.
El 30 de marzo de 1833 Antonio López de Santa Anna fue elegido para su primer periodo como presidente; sin embargo, algunos miembros del partido conservador, junto con Santa Anna, empezaron a crear una red de corrupción y así Santa Anna consideró que un sistema centralizado sería más fácil de controlar. De esta forma, el presidente suspendió la constitución de 1824, disolviendo el congreso. Al año siguiente se dieron a conocer las Siete Leyes, que sentaron las bases de la organización del estado mexicano como un estado unitario convirtiendo a la Ciudad de México en sede del poder central de la república, y la nación en una dictadura. En varias regiones esto fue pretexto de sublevaciones.
El establecimiento de la república centralista en México fue el pretexto que aprovecharon los colonos texanos de origen anglosajón y sus aliados mexicanos para proclamar su independencia respecto a México. En realidad, las razones del descontento texano eran otras: sus pretensiones de separar Texas de Coahuila, y su preocupación por la inminente desaparición de la esclavitud en la región ante la declaración de la constitución del estado de Coahuila y Texas de que nadie nacería en esclavitud en el territorio coahuilense. El 21 de abril de 1836, Santa Anna, preso de los rebeldes texanos, fue obligado a reconocer la independencia de la provincia texana por la firma del Tratado de Velasco. Otros movimientos detonados por la instauración de la república centralista fueron la separación de Yucatán y de Tabasco, así como las rebeliones de Zacatecas (1835) y Sinaloa (1837). Esta última fue una de las más duraderas y era encabezada por José Urrea. El movimiento de Urrea se extendió hacia Tampico en 1837, y de ahí se extendió por los tres estados del noreste mexicano: Tamaulipas, Nuevo León y Coahuila.

## Proclama y enfrentamientos militares
El 27 de marzo de 1839, Antonio Canales Rosillo, junto con el coronel José María González y Antonio Zapata iniciaron una sublevación en contra del gobierno mexicano aduciendo su causa al establecimiento de una federación y a la formación de la República de Río Grande. En Nuevo León el gobernador interino Manuel María de Llano se unió a la causa de Canales, y conjuntamente buscaron apoyo en Texas; el 10 de julio de 1839 el general Juan Pablo Anaya acudió a organismos privados y gubernamentales para conseguir hombres y armas ofreciendo a cambio reparto de tierras y participación en el gobierno; los texanos apoyaron el movimiento, pero se negaron a hacerlo de forma abierta, por lo que lucharon bajo la bandera federalista. De esta manera el movimiento contó con el apoyo de fuerzas estadounidenses al mando de Reuben Ross y fuerzas texanas al mando de Samuel W. Jordan, quienes partieron de Lipantitlan (San Patricio) cruzando la frontera el 30 de septiembre con seiscientos filibusteros. Entre septiembre y octubre del mismo año, Antonio Canales convocó a una convención de delegados en Texas. El 30 de octubre de 1839, las villas de Guerrero y Mier fueron tomadas con éxito por las fuerzas de Antonio Canales. Sin embargo, entre el 10 y el 11 de diciembre, fueron repelidos en su intento de tomar la plaza de Matamoros.
El 1 de enero de 1840 Canales fue derrotado por el Ejército del Norte bajo el mando de Mariano Arista en Monterrey. El 18 de enero de 1840, en las cercanías de San Fernando de Agua Verde, Coahuila, las fuerzas comandadas por Antonio Canales nuevamente fueron derrotadas por las tropas de Mariano Arista. Tras la batalla, fueron capturados y fusilados algunos estadounidenses.
El 18 de marzo de 1840, Antonio Canales estableció su cuartel en San Patricio, Texas, izando la bandera de la República de Río Grande. Una fuerza de quinientos estadounidenses y texanos al mando de Jordan y W.S. Fisher ocupó Laredo, Ciudad Guerrero, Mier y Ciudad Camargo. El avance continuó hacia Tula de Tamaulipas, Linares y Ciudad Victoria. En octubre, cerca de Saltillo, enfrentaron a las tropas del general Rafael Vázquez y fueron obligados a replegarse hacia el territorio de Texas. Canales por su parte fue derrotado en Santa Rita (actual Morelos, Coahuila), los días 24 y 25 de marzo; mientras que Antonio Zapata fue capturado y decapitado por traición, Antonio Canales y Juan Nepomuceno Molano huyeron a territorio texano. De nueva cuenta, recibieron apoyo de los texanos, se reclutaron más hombres y se establecieron en Ciudad Victoria implantando un gobierno local. Al avanzar hacia Saltillo fueron doblegados por el Ejército del Norte. El 1 de noviembre Arista y Canales se entrevistaron en el campo de los Olmitos, para negociar un convenio de paz. Canales estaba decepcionado por el poco soporte de los texanos, decidió no apoyar los planes de expansionismo de los colonos anglosajones de la pretendida República en perjuicio de México y de esta forma salvar su nombre como traidor. Finalmente, el 6 de noviembre de 1840 en Camargo, Antonio Canales optó por la rendición.
Mariano Arista nombró a Jesús Cárdenas prefecto del distrito norte de Tamaulipas y a Juan Nepomuceno Molano le dio libertad para actuar políticamente en Tamaulipas. El movimiento separatista llegó a su fin y se creó una alianza política que benefició más tarde a Mariano Arista durante su período presidencial de 1851 a 1853. Antonio Canales fue nombrado comandante militar de las villas del norte para luchar a lado de los mexicanos. Pero Canales se retiró a Texas, en donde volvió a organizar un grupo de fuerzas militares.

## Cofundadores del Río Grande
La República del Río Grande realizó la creación de un gobierno provisional con un gabinete a la sombra, cuyo objetivo era tener bases autonómicas y una soberanía fundamentada en la Constitución de 1824,siendo sus cofundadores los siguientes: 
- Jesús Cárdenas, presidente convencional.[17]
- Antonio Canales Rosillo, comandante del ejército.
- Antonio Zapata, primer teniente del ejército.
- Juan Nepomuceno Molano, concejal representante de Tamaulipas.[16]
- Francisco Vidaurri y Villaseñor, concejal representante de Coahuila.[16]
- Manuel María de Llano, concejal representante de Nuevo León.[16]
- Juan Francisco de Farías, secretario.[18][19]
- José María Jesús Carbajal, secretario suplente.
- José María Flores.
- Policarpo Martínez.
- Juan N. Margáin, vocal de Monterrey.[16]